# توج
 توج (بالتركية: Togg)‏ أو شركة السيارات المشتركة التركية المحدودة. (بالتركية: Türkiye'nin Otomobili Girişim Grubu A.Ş.)‏ هي شركة سيارات تركية تأسست كمشروع مشترك في 2018 بين مجموعة الأناضول، بي إم سي تركيا، مجموعة كورك، تركسل وزورلو القابضة وهم حاملي الأسهم الرئيسيين في مؤسسة TOBB.

## التاريخ
خلال عام 2010، دعا الرئيس التركي أردوغان إلى مبادرة لإنتاج علامة تجارية للسيارات في تركيا. في عام 2017، أعلن أردوغان عن إنشاء مجموعة توج.
في 27 ديسمبر 2019، تم تقديم العرض الأول في جبزي، كشف الرئيس أردوغان النقاب عن طرازين، واحدة سيارة رياضية متعددة الأغراض وأخرى سيدان خلال الحدث. تم إنتاج أول نموذجين أوليين في إيطاليا من قبل بينينفارينا. سيكون مصنع تصنيع السيارات في كيمليك، بورصة.

## نماذج السيارات

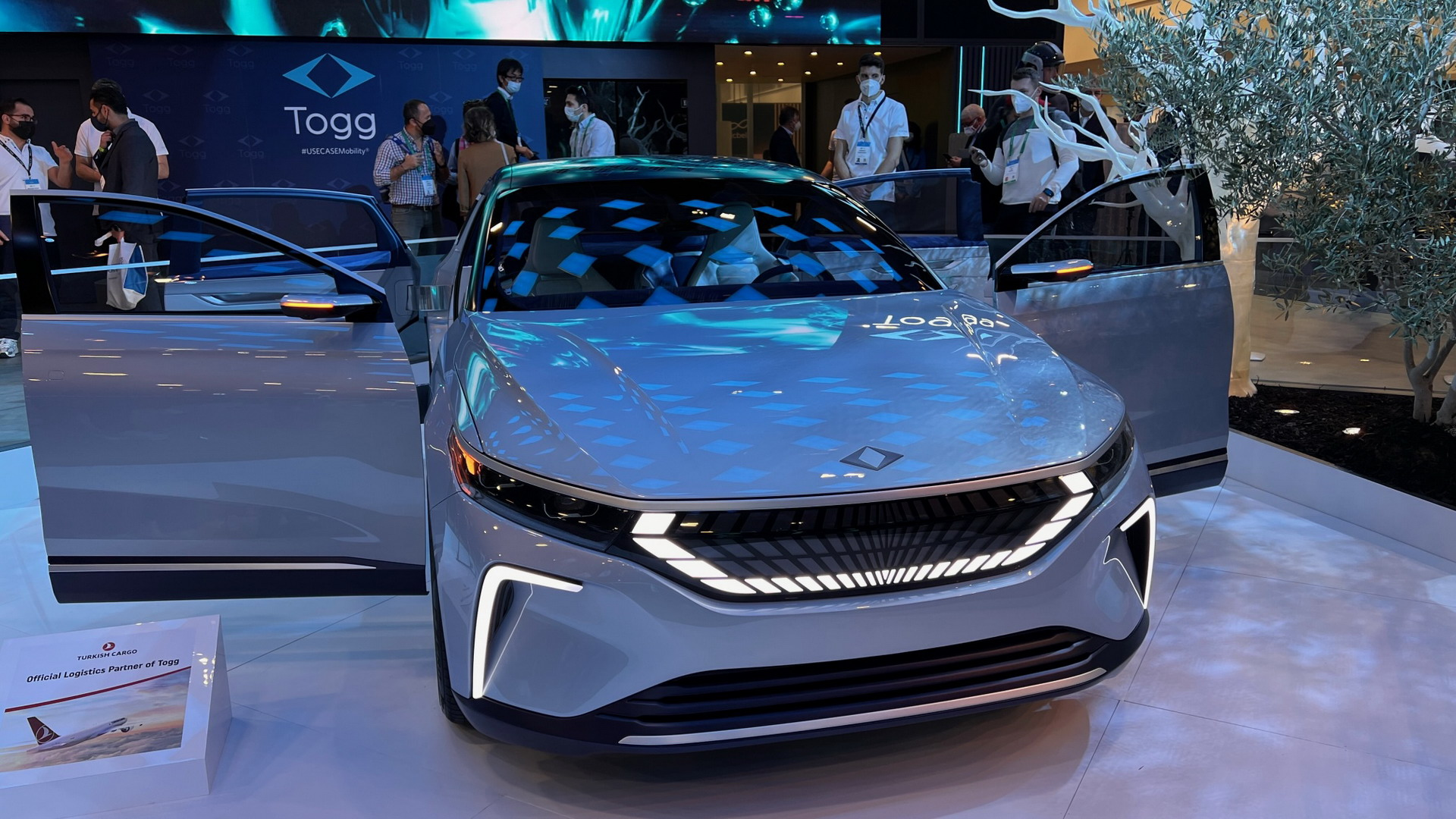
Togg T10X: السيارة الكهربائية التركية الجديدة في معرض CES 2022

### T10X
النموذج الأول للشركة المصنعة الشابة هو سيارة دفع رباعي كهربائية 100%، وقد صمم تصميمها مصمم السيارات التركي مراد غوناك وشركة بينينفارينا. يتضمن تصميم T10X عدة عناصر من الثقافة التركية، ولا سيما الحواف والشبكة على شكل زهرة التوليب. بالإضافة إلى ذلك، فإن خطوط الخياطة الموجودة على مقاعد T10X تمثل أيضًا زهرة التوليب.
تطلق توج الإنتاج الضخم لسيارتها الرياضية متعددة الاستخدامات الكهربائية بالكامل في أكتوبر 2022، مع خيار الدفع بعجلتين ومحرك بقوة 160 كيلووات (218 حصان) موضوع على المحور الخلفي أو الدفع الرباعي. مع محرك إضافي ثانٍ متوضع في المقدمة بإجمالي 320 كيلووات (430 حصان) و700 نيوتن متر من عزم الدوران. التسارع هو 7.6 ثانية و4.8 ثانية على التوالي للانتقال من 0 إلى 100 كم/ساعة. تتوفر بطاريتا بطارية أيونات الليثيوم لنطاق يصل إلى 314 كم أو 523 كم حسب السعة المختارة.

### T10F
تم الكشف عن سيارة السيدان T10F ذات سقف منحني حتى المؤخرة في معرض الإلكترونيات الاستهلاكية 2024 في لاس فيغاس. وهذا هو الطراز الثاني من شركة صناعة السيارات التركية.

## مصنع الإنتاج
بالنسبة لموقع المصنع، تم اختيار منطقة هارالار في منطقة كيمليك بمحافظة بورصة. سيتم وضعه كجزء من عقار يغطي 990 فدان مملوكة للقوات المسلحة التركية. تم تفضيل الموقع لقربه من ميناء بحري ومنطقة تجارة حرة ومصدر الموردين. تبلغ تكلفة بناء مصنع الإنتاج ميزانية 3.7 مليار دولار أمريكي. من المخطط توظيف 4،323 شخص في مصنع الإنتاج. لكن الإنتاج قد لا يكون كافيًا لتجنب المخاطر على اقتصاد تركيا من فواتير استيراد النفط المرتفعة في منتصف 2020. ومن المخطط إنتاج 175 ألف سيارة كهربائية سنويًا، لكن هذا قد لا يكون كافيًا لتجنب المخاطر التي يتعرض لها الاقتصاد التركي من زيادة واردات النفط حتى عام 2040. ومن المخطط بالنسبة للمرحلة الأولى أن يتم إنتاج 100 سيارة لأول مرة ضمن خطة إنتاج توج.

## المزودين
ومن المقرر إنتاج الليثيوم على نطاق تجاري كمنتج جانبي للبورون في عام 2022. كما دخلت توج في مشروع مشترك مع شركة البطاريات الصينية فارسيس لتصنيع بطاريات الليثيوم للسيارة: المشروع الجديد بنسبة 50/50 يسمى سيرو، وسيتم بناؤه بالقرب من أنقرة.